# Krsto I. Frankapan Brinjski
Krsto I. Frankapan Brinjski ili Ozaljski (Modruš?, 1482. – Martijanec, kraj Ludbrega, 27. rujna 1527.), hrvatski knez, ban Kraljevine Hrvatske, branitelj Kraljevina Hrvatske, Dalmacije i Slavonije, vrhovni kapetan Ugarske između Drave i Dunava te vranski prior iz velikaške obitelji Frankapana. Zbog samostalnog držanja u sukobu između Habsburgovaca i Zapolja, pomišljalo se da je kraljevsko prijestolje htio za sebe, ali je historiografija odbacila takvu tvrdnju.

## Životopis
Sin je kneza Bernardina Ozaljskog i princeze Lujze Aragonske. Od 1505. godine bio je u vojnoj službi cara Maksimilijana I. Habsburga gdje se istaknuo kao vojskovođa zbog čega je 1510. dobio za nagradu Novigrad i neke posjede grada Postojne, a ujedno je imenovan carskim savjetnikom te kapetanom Postojne i Krasa.
Godine 1512. ratovao je s ocem protiv Mlečana u pokušaju da oslobodi nekadašnji obiteljski posjed, otok Krk. Tijekom 1513. i 1514. godine oduzeo je Mlečanima Monfalcone, Cividale del Friuli, Udine i gotovo cijelu Furlaniju, ali je uskoro gubi.
U razdoblju 1514. – 1519. boravio je u mletačkom zarobljeništvu, a poslije bijega iz zatvora ponovno je u vojnoj službi Habsburgovaca. Godine 1520. car Karlo V. potvrdio mu je posjede i imenovao ga vojnim zapovjednikom Istre.
Od 1523. godine opet je boravio u Hrvatskoj gdje se zajedno s ocem pokušavao domoći Senja i drugih obiteljskih posjeda koje je njegovu rodu oduzeo 1469. kralj Matija Korvin. Iste je godine otišao kod pape Hadrijana VI. u Rim da ga zamoli za pomoć Hrvatskoj u ratu protiv Turaka. U lipnju 1525. uspio je zaposjednutom Jajcu dopremiti hranu i pomoć, a općenito se angažirao u obrani Hrvatske od Turaka, našto mu je kralj Ludovik II. podijelio naslov branitelja Kraljevina Hrvatske, Dalmacije i Slavonije.
Kada mu je kralj odbio vratiti Senj i imenovati ga za hrvatskog bana, što je zatražio hrvatski sabor 1525. godine, Krsto je na zasjedanju sabora u Križevcima 25. siječnja 1526. predložio Habsburgovce za nove vladare Hrvatske.
Poslije poraza ugarske vojske na Mohačkom polju i pogiblje Ludovika II. 1526. hrvatsko plemstvo imenovalo je Krstu na saboru u Koprivnici 23. rujna, "upraviteljem i vrhovnim braniteljem" (lat. nostro governatore et defensor generale).